# PNS Behr Paima
Le PNS Behr Paima est un navire océanographique et  hydrographique appartenant à la Marine pakistanaise

## Histoire
Sa quille a été posée le 16 février 1982 au chantier Mitsubishi Heavy Industries et a été lancée le 7 juillet 1982 au Japon. Le navire a été remis à la marine pakistanaise le 27 décembre de la même année. 
Le navire est équipé des systèmes d'arpentage les plus modernes de l'époque. Les systèmes hydrographiques ont été modernisés et sont donc identique ses aux tendances et techniques modernes disponibles dans le monde. La plupart des équipements océanographiques sont, toutefois, de la tenue d'origine.
Il est exploité par le Pakistan Council of Scientific and Industrial Research (en) (PCSIR) de Karachi. Le navire dispose de six treuils de pont et de trois laboratoires équipés d’une gamme d’équipements et d’instruments d’enquête. L’équipement hydrographique comprend divers systèmes de positionnement global différentiel, d’un affichage de cartes électroniques et d’information, des systèmes de positionnement à hyperfréquences , des sondeurs double fréquence, des sonars multifaisceaux et à balayage latéral, des jauges radioélectriques, des profileurs, d'un marégraphe, des logiciels d’acquisition et de traitement de données hydrographiques et CTD. En outre, il existe des instruments de recherche océanographique et géophysique. Il y a deux bateaux de recherche équipés du DGPS et de matériel de recherche pour faciliter la surveillance des eaux peu profondes et des eaux côtières pakistanaises.

### Note et référence
- (en) Cet article est partiellement ou en totalité issu de l’article de Wikipédia en anglais intitulé « PNS Behr Paima » (voir la liste des auteurs).